# إنريكي مجدلينو
إنريكي مجدلينو (بالإسبانية: Enrique Magdaleno)‏ هو لاعب كرة قدم إسباني في مركز الهجوم، ولد في 4 نوفمبر 1955 في مدريد في إسبانيا. لعب مع ريال مايوركا ونادي إشبيلية ونادي بورغوس.

## وصلات خارجية
- إنريكي مجدلينو على موقع قاعدة بيانات كرة القدم.إي يو (الإنجليزية)
- إنريكي مجدلينو على موقع عالم كرة القدم.نت (الإنجليزية)